# Parque nacional Lagos Coalstoun
Lagos Coalstoun es un parque nacional en Queensland (Australia), ubicado a 236 km al noroeste de Brisbane.

## Datos
- Área: 0,26 km²
- Coordenadas: 25°35′52″S 151°54′32″E / -25.59778, 151.90889
- Fecha de Creación: 1929
- Administración: Servicio para la Vida Salvaje de Queensland
- Categoría IUCN: II

Véase también:
- Zonas protegidas de Queensland

- Datos: Q1104316